# Вовковия
Вовковия (пол. Wołkowyja) — село в Польщі, у гміні Солина Ліського повіту Підкарпатського воєводства. Розташоване на прадавніх етнічних українських територіях, на перетині етнічних українських територій Лемківщини і Бойківщини. Населення — 402 особи (2011).

## Історія

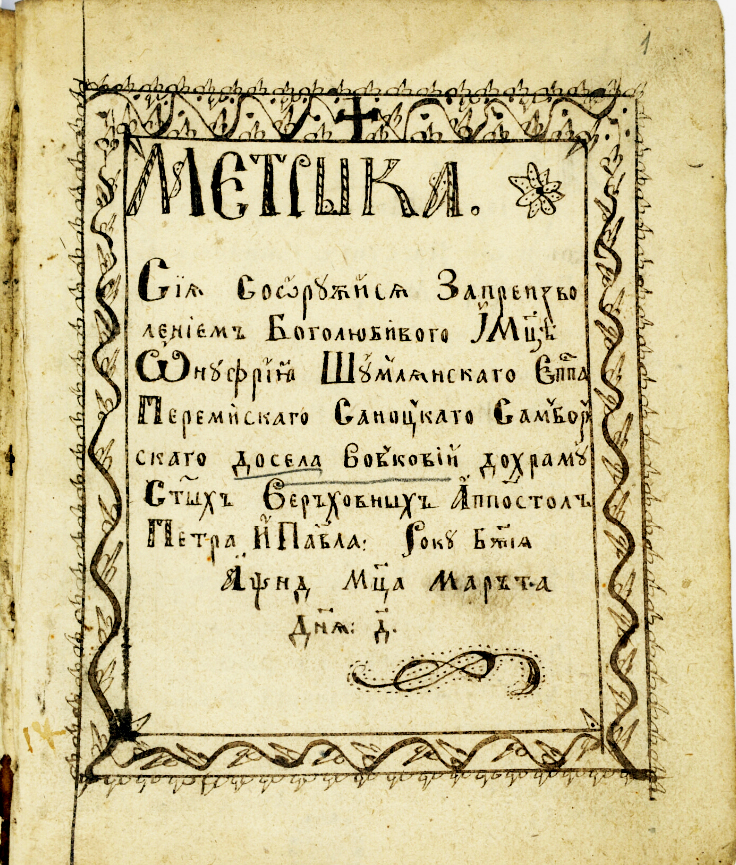
Титульний аркуш Метрикальної Книги гр.-кат. церкви ап. Петра і Павла у Вовковиї за 1752 -1775 рр.

Згадується у грамоті князя Лева (ймовірно підробленій), якою він передає село Спаському монастирю. Припускають, що грамота Лева мала за попередницю грамота Войшелка-Лавра від 1253 року на це село будівничим Преображенської церкви цієї обителі.  Село було закріпачене до 1563 р. на волоському праві і входило в склад володінь Балів. Місцева помішиця в 1728 р. збудувала в селі костел для латинізації і полонізації українців. До 1772 р. село входило до Сяноцької землі Руського воєводства.
У 1772—1918 рр. село було у складі Австро-Угорської монархії, у провінції Королівство Галичини та Володимирії. У 1842р., в рамках політики полонізації руського населення, вимурований новий костел. У 1893 році село належало до Ліського повіту, у селі нараховувалося 53 будинків і 365 жителів, з них 249 греко-католиків, 96 римо-католиків і 20 юдеїв.
З грудня 1914 р. до травня 1915 р. село було під російською окупацією.
У 1919—1939 рр. — у складі Польщі. Село належало до Ліського повіту Львівського воєводства, у 1934—1939 рр. було адміністративним центром ґміни Вовковия. На 01.01.1939 у селі було 530 жителів (430 українців-грекокатоликів, 85 українців-римокатоликів, 5 поляків і 10 євреїв).
У роки гітлерівської окупації німці дозволили відкрити українську школу, яку закрили у вересні 1944 р. після окупації села частинами 1-ї гвардійської армії 4-го Українського фронту. В селі розмістили відділок польської міліції з 40 осіб, через що село стало осередком терору проти українського населення. 31 грудня 1945 р. УПА розгромила і спалила відділок. 1 травня 1946 р. в селі розмістили гарнізон прикордонних військ з 200 осіб, вночі з 14 на 15 липня 1946 р. курінь Рена штурмував село, однак гарнізону пощастило відбитися.
В 1945—1946 рр. українців виселяли до СРСР та в ході операції Вісла депортували в 1947 р. на понімецькі землі Польщі.
У 1975-1998 роках село належало до Кросненського воєводства.

### Церква
У 1833 році зведена дерев'яна церква св. Апостолів Петра і Павла, парафіяльна (з приходом у присілках Рибне, Гаків, Підліщини і філією в с. Завіз), належала до Балигородського деканату Перемиської єпархії. Біля церкви була змурована ширмова дзвіниця. Церква зруйнована 3-4 листопада 1967 р. під приводом затоплення Солинського водосховища попри те, що вода дану місцевість не затопила, а церковне начиння вивезене вантажівками під церкву в Горянці. Залишилися підмурівок і дзвіниця.

## Демографія
Демографічна структура станом на 31 березня 2011 року:
|          | Загалом | Допрацездатний вік | Працездатний вік | Постпрацездатний вік |
| -------- | ------- | ------------------ | ---------------- | -------------------- |
| Чоловіки | 208     | 42                 | 141              | 25                   |
| Жінки    | 194     | 35                 | 115              | 44                   |
| Разом    | 402     | 77                 | 256              | 69                   |

## Народились
- Степан Гинилевич (псевдо: «Дубик»; 21 серпня 1900 — після 15 березня 1939, с. Торунь, Карпатська Україна) — активний член ОУН, командант станиці національної оборони Карпатської України в Торуні.